# Ǝ

Der Buchstabe verglichen mit E/e, in Fonts Arial, Times New Roman, Cambria und Gentium

Ǝ (kleingeschrieben ǝ) ist ein Buchstabe des lateinischen Schriftsystems, er entspricht einem um 180° gedrehten E. Er ist im Afrika-Alphabet und im pannigerianischen Alphabet enthalten und wird unter anderem in den Sprachen Kanuri und Tschurama verwendet.
Die Glyphen des Großbuchstabens Ǝ sind zumeist einem gespiegelten E aus der gleichen Schriftart ähnlicher als einem gedrehten E, was in den Längen der waagerechten Striche und in der Höhe des mittleren waagerechten Strichs zum Ausdruck kommt.
Das Aussehen des Kleinbuchstabens ǝ ist mit dem Buchstaben Ə/ə des Aserbaidschanischen identisch, der als Kleinbuchstabe auch als IPA-Zeichen für den Laut Schwa verwendet wird. Der Großbuchstabe hat die gleiche Grundform wie das Zeichen für den Existenzquantor (∃), das als mathematisches Zeichen jedoch zumeist ohne Serifen dargestellt wird.

## Darstellung auf dem Computer
Mit LaTeX kann das Ǝ mit Hilfe der fc-Schriften dargestellt werden. Die zugehörigen Befehle sind \M E für das große und \M e für das kleine Ǝ.
Unicode enthält das Ǝ an den Codepunkten U+018E latin capital letter reversed e (Großbuchstabe) und U+01DD latin small letter turned e (Kleinbuchstabe).